# Rae (Estônia)
Rae (em estoniano:  Rae vald) é um município rural estoniano localizado na região de Harjumaa.